# ورزشگاه عابد حمدانی
ورزشگاه عابد حمدانی (به عربی: ملعب عابد حمدانی) یک ورزشگاه در الجزایر است که در الخروب، الجزایر واقع شده‌است.